# European Golden League 2025 (damer)
European Golden League 2025 spelades mellan 29 maj och 29 juni 2025. Det var 16:e upplagan av turneringen och tolv damlandslag från CEV:s medlemsförbund deltog. Slutspelet avgjordes i Catena Arena i Ängelholm där Ukraina besegrade Ungern i finalen.

## Regelverk

### Format
Turneringen bestod av ett gruppspel där varje lag mötte totalt sex andra lag fördelat över tre spelhelger. De tre främsta lagen efter gruppspelet gick vidare till slutspelet tillsammans med arrangörslandet som var Sverige. Slutspelet ("Final Four") avgjordes med semifinaler, final och match om tredjepris. Det sämst placerade laget efter gruppspelet degraderades till European Silver League 2026.

### Metod för att bestämma tabellplacering
Om slutresultatet blev 3-0 eller 3-1 tilldelades 3 poäng till det vinnande laget och 0 till det förlorande laget, om slutresultatet blev 3-2 tilldelades 2 poäng till det vinnande laget och 1 till det förlorande laget.
Lagens position i respektive grupp bestämdes utifrån (i tur och ordning):
- Antal vunna matcher
- Poäng
- Kvot vunna/förlorade set
- Kvot vunna/förlorade bollpoäng
- Inbördes möten

## Deltagande lag
| Lag          | Turnering                          | Deltog senast               |
| ------------ | ---------------------------------- | --------------------------- |
| Azerbajdzjan | 8:a i European Golden League 2024  | European Golden League 2024 |
| Grekland     | Wild card                          | European League 2016        |
| Kroatien     | 9:a i European Golden League 2024  | European Golden League 2024 |
| Montenegro   | Wild card                          | European League 2017        |
| Portugal     | 1:a i European Silver League 2024  | European Golden League 2018 |
| Rumänien     | 4:a i European Golden League 2024  | European Golden League 2024 |
| Slovakien    | 7:a i European Golden League 2024  | European Golden League 2024 |
| Slovenien    | 10:a i European Golden League 2024 | European Golden League 2024 |
| Spanien      | 6:a i European Golden League 2024  | European Golden League 2024 |
| Sverige      | 1:a i European Golden League 2024  | European Golden League 2024 |
| Ukraina      | 5:a i European Golden League 2024  | European Golden League 2024 |
| Ungern       | Wild card                          | European Golden League 2023 |

## Turneringen

### Gruppspel[7]

#### Första veckan

##### Grupp 1
| 30 maj 2025 Sportska dvorana Verde, Podgorica Speltid: 1:13 - Åskådare: 700   | Spanien    | 3 - 0 | Montenegro | 25-20, 25-16, 25-17        |
| 31 maj 2025 Sportska dvorana Verde, Podgorica Speltid: 1:34 - Åskådare: 175   | Ukraina    | 3 - 1 | Spanien    | 25-16, 20-25, 25-16, 25-15 |
| 1 juni 2025 Sportska dvorana Verde, Podgorica Speltid: 1:46 - Åskådare: 1 100 | Montenegro | 1 - 3 | Ukraina    | 20-25, 25-21, 18-25, 12-25 |

##### Grupp 2
| 30 maj 2025 Bakı İdman Sarayı, Baku Speltid: 1:31 - Åskådare: 850 | Ungern       | 3 - 0 | Azerbajdzjan | 25-13, 25-22, 25-20 |
| 31 maj 2025 Bakı İdman Sarayı, Baku Speltid: 1:17 - Åskådare: 120 | Slovenien    | 3 - 0 | Ungern       | 25-17, 25-14, 25-17 |
| 1 juni 2025 Bakı İdman Sarayı, Baku Speltid: 1:22 - Åskådare: 600 | Azerbajdzjan | 0 - 3 | Slovenien    | 16-25, 19-25, 23-25 |

##### Grupp 3
| 30 maj 2025 Kozani Arena, Kozani Speltid: 1:48 - Åskådare: 500 | Kroatien  | 3 - 1 | Grekland  | 23-25, 25-19, 25-23, 25-21 |
| 31 maj 2025 Kozani Arena, Kozani Speltid: 1:47 - Åskådare: 150 | Slovakien | 3 - 1 | Kroatien  | 25-22, 21-25, 25-20, 25-17 |
| 1 juni 2025 Kozani Arena, Kozani Speltid: 1:19 - Åskådare: 800 | Grekland  | 3 - 0 | Slovakien | 25-20, 25-21, 25-19        |

##### Grupp 4
| 29 maj 2025 Idrottshuset, Örebro Speltid: 2:03 - Åskådare: 1 131 | Portugal | 1 - 3 | Sverige  | 25-23, 20-25, 24-26, 19-25 |
| 30 maj 2025 Idrottshuset, Örebro Speltid: 1:09 - Åskådare: 171   | Rumänien | 3 - 0 | Portugal | 25-17, 25-17, 25-10        |
| 31 maj 2025 Idrottshuset, Örebro Speltid: 1:15 - Åskådare: 1 003 | Sverige  | 0 - 3 | Rumänien | 18-25, 17-25, 18-25        |

#### Andra veckan

##### Grupp 5
| 6 juni 2025 Pavilhão de Desportos, Vila do Conde Speltid: 1:47 - Åskådare: 1 600 | Ukraina   | 3 - 1 | Portugal  | 25-13, 25-20, 23-25, 25-18 |
| 7 juni 2025 Pavilhão de Desportos, Vila do Conde Speltid: 1:28 - Åskådare: 100   | Slovenien | 0 - 3 | Ukraina   | 23-25, 16-25, 22-25        |
| 8 juni 2025 Pavilhão de Desportos, Vila do Conde Speltid: 2:10 - Åskådare: 1 600 | Portugal  | 3 - 1 | Slovenien | 25-21, 24-26, 26-24, 25-19 |

##### Grupp 6
| 6 juni 2025 Sala polivalentă Alba Blaj, Blaj Speltid: 2:22 - Åskådare: 450 | Ungern   | 3 - 2 | Rumänien | 21-25, 23-25, 25-21, 25-21, 20-18 |
| 7 juni 2025 Sala polivalentă Alba Blaj, Blaj Speltid: 2:15 - Åskådare: 150 | Grekland | 2 - 3 | Ungern   | 23-25, 25-10, 23-25, 25-18, 16-18 |
| 8 juni 2025 Sala polivalentă Alba Blaj, Blaj Speltid: 2:11 - Åskådare: 600 | Rumänien | 3 - 1 | Grekland | 26-28, 25-22, 26-24, 29-27        |

##### Grupp 7
| 6 juni 2025 Pabellón Pedro Ferrándiz, Alicante Speltid: 1:43 - Åskådare: 3 489 | Kroatien | 1 - 3 | Spanien  | 25-20, 19-25, 21-25, 17-25       |
| 7 juni 2025 Pabellón Pedro Ferrándiz, Alicante Speltid: 2:05 - Åskådare: 478   | Sverige  | 3 - 2 | Kroatien | 25-23, 23-25, 25-17, 17-25, 15-9 |
| 8 juni 2025 Pabellón Pedro Ferrándiz, Alicante Speltid: 1:36 - Åskådare: 4 688 | Spanien  | 0 - 3 | Sverige  | 23-25, 21-25, 26-28              |

##### Grupp 8
| 6 juni 2025 Inter hala Pasienky, Bratislava Speltid: 1:15 - Åskådare: 1 600 | Azerbajdzjan | 0 - 3 | Slovakien    | 20-25, 12-25, 20-25        |
| 7 juni 2025 Inter hala Pasienky, Bratislava Speltid: 1:45 - Åskådare: 320   | Montenegro   | 3 - 1 | Azerbajdzjan | 25-18, 16-25, 25-19, 25-18 |
| 8 juni 2025 Inter hala Pasienky, Bratislava Speltid: 1:09 - Åskådare: 2 050 | Slovakien    | 3 - 0 | Montenegro   | 25-16, 25-7, 25-13         |

#### Tredje veckan

##### Grupp 9
| 13 juni 2025 Kaposvár Aréna, Kaposvár Speltid: 2:02 - Åskådare: 854   | Montenegro | 1 - 3 | Ungern     | 20-25, 25-23, 23-25, 20-25 |
| 14 juni 2025 Kaposvár Aréna, Kaposvár Speltid: 1:48 - Åskådare: 208   | Portugal   | 3 - 1 | Montenegro | 23-25, 25-18, 25-21, 25-22 |
| 15 juni 2025 Kaposvár Aréna, Kaposvár Speltid: 1:58 - Åskådare: 1 057 | Ungern     | 3 - 1 | Portugal   | 25-20, 25-18, 23-25, 25-23 |

##### Grupp 10
| 13 juni 2025 Dvorana Krešimira Ćosića, Zadar Speltid: 1:47 - Åskådare: 180 | Azerbajdzjan | 1 - 3 | Kroatien     | 25-19, 15-25, 17-25, 20-25 |
| 14 juni 2025 Dvorana Krešimira Ćosića, Zadar Speltid: 1:02 - Åskådare: 100 | Rumänien     | 3 - 0 | Azerbajdzjan | 25-14, 25-10, 25-17        |
| 15 juni 2025 Dvorana Krešimira Ćosića, Zadar Speltid: 1:12 - Åskådare: 250 | Kroatien     | 0 - 3 | Rumänien     | 18-25, 15-25, 19-25        |

##### Grupp 11
| 13 juni 2025 Rdeča dvorana, Velenje Speltid: 2:15 - Åskådare: 450 | Grekland  | 2 - 3 | Slovenien | 23-25, 25-20, 19-25, 25-20, 11-15 |
| 14 juni 2025 Rdeča dvorana, Velenje Speltid: 1:49 - Åskådare: 50  | Spanien   | 1 - 3 | Grekland  | 16-25, 30-28, 19-25, 22-25        |
| 15 juni 2025 Rdeča dvorana, Velenje Speltid: 1:49 - Åskådare: 600 | Slovenien | 3 - 1 | Spanien   | 19-25, 25-22, 25-18, 25-22        |

##### Grupp 12
| 13 juni 2025 Radomskie Centrum Sportu, Radom Speltid: 1:19 - Åskådare: 50 | Sverige   | 3 - 0 | Ukraina   | 25-20, 26-24, 25-19 |
| 14 juni 2025 Radomskie Centrum Sportu, Radom Speltid: 1:14 - Åskådare: 75 | Slovakien | 0 - 3 | Sverige   | 21-25, 13-25, 14-25 |
| 15 juni 2025 Radomskie Centrum Sportu, Radom Speltid: 1:12 - Åskådare: 85 | Ukraina   | 3 - 0 | Slovakien | 25-12, 25-21, 25-16 |

#### Sluttabell[6]
| Pos. | Lag          | P  | S | V | F | VS | FS | Kvot  | VP  | FP  | Kvot  |
| ---- | ------------ | -- | - | - | - | -- | -- | ----- | --- | --- | ----- |
| 1.   | Rumänien     | 16 | 6 | 5 | 1 | 17 | 4  | 4,250 | 516 | 405 | 1,274 |
| 2.   | Ukraina      | 15 | 6 | 5 | 1 | 15 | 6  | 2,500 | 502 | 409 | 1,227 |
| 3.   | Sverige      | 14 | 6 | 5 | 1 | 15 | 6  | 2,500 | 486 | 444 | 1,094 |
| 4.   | Ungern       | 13 | 6 | 5 | 1 | 15 | 9  | 1,666 | 529 | 526 | 1,005 |
| 5.   | Slovenien    | 11 | 6 | 4 | 2 | 13 | 9  | 1,444 | 500 | 471 | 1,061 |
| 6.   | Slovakien    | 9  | 6 | 3 | 3 | 9  | 10 | 0,900 | 404 | 397 | 1,017 |
| 7.   | Grekland     | 8  | 6 | 2 | 4 | 12 | 13 | 0,923 | 582 | 552 | 1,054 |
| 8.   | Kroatien     | 7  | 6 | 2 | 4 | 10 | 14 | 0,714 | 509 | 536 | 0,949 |
| 9.   | Spanien      | 6  | 6 | 2 | 4 | 9  | 13 | 0,692 | 486 | 505 | 0,962 |
| 10.  | Portugal     | 6  | 6 | 2 | 4 | 9  | 14 | 0,642 | 492 | 546 | 0,901 |
| 11.  | Montenegro   | 3  | 6 | 1 | 5 | 6  | 16 | 0,375 | 429 | 522 | 0,821 |
| 12.  | Azerbajdzjan | 0  | 6 | 0 | 6 | 2  | 18 | 0,111 | 363 | 485 | 0,748 |

      Kvalificerade för slutspel.
      Nedflyttade till European Silver League.

### Slutspel[8]
|  | Semifinaler | Semifinaler | Semifinaler |         |   | Final               | Final               | Final               |  |
|  |             |             |             |         |   |                     |                     |                     |  |
|  | 1           | Rumänien    | 2           |         |   |                     |                     |                     |  |
|  | 1           | Rumänien    | 2           |         |   |                     |                     |                     |  |
|  | 4           | Ungern      | 3           |         |   |                     |                     |                     |  |
|  | 4           | Ungern      | 3           |         | 4 | Ungern              | 1                   |                     |  |
|  |             |             |             |         | 4 | Ungern              | 1                   |                     |  |
|  |             |             | 2           | Ukraina | 3 |                     |                     |                     |  |
|  | 2           | Ukraina     | 2           | Ukraina | 3 | 3                   |                     |                     |  |
|  | 2           | Ukraina     |             |         |   | 3                   |                     |                     |  |
|  | 3           | Sverige     | 0           |         |   | Match om tredjepris | Match om tredjepris | Match om tredjepris |  |
|  | 3           | Sverige     | 0           |         |   |                     |                     |                     |  |
|  |             |             |             |         |   |                     |                     |                     |  |
|  |             |             |             |         |   | 1                   | Rumänien            | 3                   |  |
|  |             |             |             |         |   | 1                   | Rumänien            | 3                   |  |
|  |             |             |             |         |   | 3                   | Sverige             | 2                   |  |

#### Semifinaler
| 28 juni 2025 Catena Arena, Ängelholm Speltid: 1:51 - Åskådare: 2 033 | Rumänien | 2 - 3 | Ungern  | 25-10, 22-25, 12-25, 25-16, 9-15 |
| 28 juni 2025 Catena Arena, Ängelholm Speltid: 1:20 - Åskådare: 3 820 | Ukraina  | 3 - 0 | Sverige | 25-19, 25-20, 25-18              |

#### Match om tredjepris
| 29 juni 2025 Catena Arena, Ängelholm Speltid: 2:15 - Åskådare: 4 250 | Rumänien | 3 - 2 | Sverige | 17-25, 25-20, 21-25, 26-24, 15-13 |

#### Final
| 29 juni 2025 Catena Arena, Ängelholm Speltid: 1:58 - Åskådare: 1 600 | Ungern | 1 - 3 | Ukraina | 16-25, 25-23, 16-25, 17-25 |

## Slutplaceringar
| Pos | Lag          | Vidare till                 |
| --- | ------------ | --------------------------- |
|     | Ukraina      |                             |
|     | Ungern       |                             |
|     | Rumänien     |                             |
| 4   | Sverige      |                             |
| 5   | Slovenien    |                             |
| 6   | Slovakien    |                             |
| 7   | Grekland     |                             |
| 8   | Kroatien     |                             |
| 9   | Spanien      |                             |
| 10  | Portugal     |                             |
| 11  | Montenegro   |                             |
| 12  | Azerbajdzjan | European Silver League 2026 |